# Portikus der Livia

Portikus der Livia im Stadtplan des antiken Rom

Die Portikus der Livia (lateinisch Porticus Liviae) war ein Bauwerk in Rom, das von Augustus zu Ehren seiner Ehefrau Livia Drusilla errichtet wurde.
Im Jahr 15 v. Chr. begann Augustus den Bau über dem Haus des Publius Vedius Pollio, eines reichen Freigelassenen und Beraters des Augustus, der ihm seine Güter vererbte. Im Jahr 7 v. Chr. war der Komplex vollendet und wurde der Livia und ihrem Sohn Tiberius anlässlich dessen Triumphs gewidmet. Die Portikus lag auf dem Esquilin, südlich des Clivus Suburanus und nördlich der später erbauten Trajansthermen.
Die rechteckige Portikus hatte die Ausmaße von 115 m auf 75 m. Sie war nach außen mit einer Mauer geschlossen und hatte innen zwei umlaufende Säulenreihen. An den zwei Längsseiten lagen je drei Absiden, je zwei halbkreisförmige und eine quadratische. An der Südseite gab es zusätzlich eine größere Apsis. Der Eingang lag an der Nordseite, an der eine Treppe zum Clivus Suburanus führte. Im Zentrum gab es eine Struktur, die als Brunnen identifiziert werden kann oder möglicherweise der von Livia gestiftete Altar der Concordia war. Die Freifläche war mit Bäumen, Blumenbeeten und Statuen als öffentlicher Park gestaltet.
Die Portikus war bei der römischen Bevölkerung sehr beliebt und wurde bis ins 5. Jahrhundert genutzt. Danach wurde sie in einen Friedhof umgewandelt. Über dem Nordostteil wurde das Kloster Santa Lucia in Selci errichtet.
Bei Ausgrabungen 1984 wurden Reste der Portikus und der Vorgängerbauten gefunden.